# Kerry Condon
Kerry Condon (sinh ngày 4/1/1983) là nữ diễn viên người Ireland. Cô lồng tiếng cho nhân vật F.R.I.D.A.Y. trong các phim của Vũ trụ Điện ảnh Marvel.

## Danh sách phim

### Điện ảnh
| Năm  | Phim    | Vai diễn   | Ghi chú |
| ---- | ------- | ---------- | ------- |
| 2024 | Bơi đêm | Eve Waller |         |